# Administration apostolique d'Albanie méridionale
L'administration apostolique d'Albanie méridionale (en latin : administratio apostolica Albaniae Meridionalis ; en albanais : administratura apostolike e Shqipërisë së Jugut ; en italien : amministrazione apostolica dell'Albania meridionale) est une circonscription ecclésiastique de l'Église catholique. Érigée en 1939, elle couvre le sud de l'Albanie. Depuis 2005, elle est suffragante de l'archidiocèse métropolitain de Tirana-Durrës. 

## Territoire
L'administration apostolique couvre le sud de l'Albanie. Elle comprend les six préfectures de Gjirokastër, Berat, Korçë, Elbasan, Fier et Vlorë. Elle regroupe huit paroisses.

## Histoire
L'administration apostolique est érigée le 11 novembre 1939, par la constitution apostolique Inter regiones du pape Pie XII.
Par la constitution apostolique Solet Apostolica Sedes du 25 janvier 2005, le pape Jean-Paul II élève le diocèse de Durrës-Tirana au rang d'archidiocèse métropolitain. L'administration apostolique en est suffragante.

## Pro-cathédrale
L'église Sainte-Marie et Saint-Louis (en albanais : kisha e Shën Maria dhe Shën Luigji) de Vlorë est la pro-cathédrale d'Albanie méridionale.

## Administrateurs apostoliques
- 1940-1945 : Leone Giovanni Battista Nigris, alors également délégué apostolique en albanie
- 1946-1949 : Vinçens Prenushi, alors également archevêque de Durrës
- 1992-1996 : Ivan Dias, alors également nonce apostolique en Albanie
- 1996-2017 : Hil Kabashi, OFM
- 2017-2024: Giovanni Peragine (it), B